# Chikusei
Chikusei (Japans: 筑西市, Chikusei-shi) is een stad in de prefectuur Ibaraki op het eiland Honshu in Japan. De stad heeft een oppervlakte van 205,35 km² en medio 2008 ruim 110.000 inwoners. De rivieren Kinu en Kokai stromen door de stad.

## Geschiedenis
Op 28 maart 2005 ontstond Chikusei na de samenvoeging van de stad Shimodate (下館市, Shimodate-shi) met de gemeenten Akeno (明野町, Akeno-machi), Kyowa (協和町, Kyōwa-machi) en Sekijo (関城町, Sekijō-machi).

## Economie
Chikusei handhaaft een evenwicht tussen landbouw, industrie en handel. De stad is omringd door natuur.
Bijzondere producten van Chikusei zijn rijst (soort: koshihikari), peren (soort: nashi), kleine watermeloenen, komkommers, aardbeien en tomaten (soort: momotaro).

## Verkeer
Chikusei ligt aan de Mito-lijn van de East Japan Railway Company, aan de Jōsō-lijn van de Kanto Spoorgwegen (Kantō Tetsudō) en aan de Mōka-lijn van de Mōka Spoorwegen.
Chikusei ligt aan de autowegen 50, 294 en 408.

## Geboren in Chikusei
- Hironori Ohtsuka (大塚博紀, Ōtsuka Hironori), karateka
- Shingo Katayama (片山 晋呉, Katayama Shingo), golfer
- Norihiko Akagi (赤城 徳彦, Akagi Norihiko), politicus

## Aangrenzende steden
- Oyama
- Shimotsuma
- Sakuragawa
- Tsukuba
- Yūki